# Kirk Radomski
Kirk Radomski, surnommé Murdock, est un ancien préposé au bâton (batboy) à l'emploi des Mets de New York de 1985 à 1995 impliqué dans le scandale du dopage dans les Ligues majeures de baseball ayant éclaté avec la publication du rapport Mitchell en décembre 2007.
Il a plaidé coupable le 27 avril 2007 à des accusations de blanchiment d'argent et de distribution illégale de stéroïdes anabolisants, d'hormones de croissance, de Clenbuterol, d'amphétamines et d'autres drogues à des douzaines de joueurs, en activité ou à la retraite, des Ligues majeures de baseball.
Radomski risquait 25 ans d'emprisonnement et une amende d'un demi-million de dollars. En février 2008, il a été condamné par un tribunal de San Francisco à payer une amende de 18 575 dollars assorti d'une probation de cinq ans. Sa collaboration avec les enquêteurs fédéraux ayant travaillé sur le rapport Mitchell lui a permis d'obtenir une sentence plus clémente.
En janvier 2009, Radomski a publié un livre intitulé Bases Loaded: The Inside Story of the Steroid Era in Baseball by the Central Figure in the Mitchell Report. Selon le magazine Sports Illustrated, les propos tenus par Radomski dans ce livre au sujet de l'ancien entraîneur Brian McNamee pourrait aider la cause de l'ancien lanceur étoile Roger Clemens, soupçonné de dopage puis accusé et acquitté en 2012 de parjure.